# Mahasena kotoensis
Mahasena kotoensis är en fjärilsart som beskrevs av Jinhaku Sonan 1935. Mahasena kotoensis ingår i släktet Mahasena och familjen säckspinnare. Inga underarter finns listade i Catalogue of Life.